# Xanthostemon oppositifolius
Xanthostemon oppositifolius é uma espécie de planta da família Myrtaceae.
Pode ser encontrada na Austrália e Papua-Nova Guiné.
Está ameaçada por perda de habitat.